# Шумовський Юрій Федорович
Юрій Федорович Шумовський (23 березня 1908 — †2003) — український археолог, православний священник родом з Волині; капелан французьких військ у Німеччині, брат Арсена, Павла і Петра Шумовських. Дослідник Малі (французького Судану до 1960 р). Дійсний член низки французьких наукових товариств, зокрема міжнародної Вільної академії наук в Парижі, міжнародного Африканського інституту в Лондоні, дійсний член НТШ у діаспорі (з 1958 р.).

## Життєпис
Народився у родині священника Шумовського Федора в селі Мирогощі Дубенського повіту Волинської губернії Російської імперії; матір — Цеховська Марія.
У 1932 році мав хіротонію на священника у м. Варшаві. У 1932 році закінчив Варшавський університет із дипломом магістра теологічних наук, у 1934 році — 38 делеґат з Волині Варшавського археологічного музею, віднайшов рештки палеомастодонта в селі Вілігори біля Рівного.
У 1932—1934 роках працював у Дубенській державній гімназії імені С. Конарського, з 1 вересня 1934 року до 25 червня 1935 року викладав українську мову в молодших класах і релігію в усіх класах Рівненської української приватної гімназії, у приватній українській початковій школі імені Івана Мазепи. Був викладачем української мови та літератури в середній школі й технікумі. У 1935—1936 роках був вікарієм у Мирогощі, у 1936—1939 роках — працював в гімназіях Ковеля «як професор української мови, латині і релігії»; у 1939—1940 роках працював учителем російської та української мов у середній школі м. Здолбунова, у 1940—1941 роках викладав українську мову та літературу в 7–10 класах Ровенської середньої школи № 3.
За радянської влади став співробітником Рівненського краєзнавчого музею. За німецької окупації СРСР до 1944 року — директор Рівенського обласного музею. Зі статусом «Ді-пі» (біженця) втік до Німеччини; працював у Музеї доісторичної археології у м. Фрайбурзі та в Інституті людини в Парижі.
У 1951—1956 роках за доручення Французького Інституту Чорної Африки в Судані провадив археологічні розкопки в Африці, був директором музею у Бамако. Опублікував нариси «Під гарячим сонцем Африки» (1956); автор статті у фахових журналах; дійсний член НТШ (з 1958). Останні роки — священник у США, де отримав парафію й викладав в університетах Америки археологію, антропологію та етнологію.

### Навчання у Дубенській гімназії та Кременецькій духовній семінарії
«Мої дорогі і незабутні Тато і Мама… мене посвятили Богові і народові. Тому і віддали мене до духовної семінарії в м. Крем'янець, а після на теологічний факультет Варшавського університету. Отож, зі світського оточення гімназійного я перейшов до духовного», у спогадах написав про свої юнацькі роки Ю. Шумовський. Батьки Юрія, митрофорний протоієрей Федір Шумовський та Марія Шумовська (дівоче — Цеховська), маючи чотирьох синів та дві дочки, бажали, щоб найменший їх син Юрій став спадкоємцем батькового місця та звання у Мирогощі, адже так велося у родині три сотні років. Ось тому після закінчення гімназії Юрій продовжує навчання у духовній семінарії, що мала 10 класів, з котрих два останні були чисто богословські.
«Вивчати довелось мені тут ще і грецьку мову, яка була для мене тяжким предметом і не по смаку. Рівно ж не любив я математики, тригонометрії, тощо, натомість любив чисто богословські предмети, літературу, історію та латинську мову». Нелюбов до грецької не зміг подолати і під час навчання на теологічному факультеті Варшавського університету, чого майбутній археолог не міг собі подарувати.
«Мушу зазначити, що перший рік, коли вступив я до семінарії, то в ній панував „русский дух“, але коли ректором семінарії став відомий діяч, українець о. Табинський, то семінарія цілком зукраїнізувалась. В цьому допомагали і професори наші такі як Кульчицький, Кобрин, Вишнівський та інші, а також і сам секретар Консисторії І. Власовський».
Семінаристи назагал були усі свідомі українці, і в семінарії і поза школою «плекали українську духову культуру». Більше того, Юрій Шумовський став членом таємної пластунської організація. Він згадував пластовий перегляд, що відбувався на так званому «Гнилому озері» у лісах поблизу Крем'янця за участю Арсена Річинського, відомого організатора пластового руху. А на парадах з нагоди польських державних свят гімназія, що мала сотні прекрасних голосів, виконувала народні пісні «Гей там за Дунаєм», «Їхав стрілець на війноньку», «Червона калина».
«Завжди ми мали перевагу над оркестрами та заслуговували найбільше оплесків від народу, серед котрого переважно були містечкові жиди. В той час… між нами і жидівським населенням панувала приязнь і взаємна пошана».
Семінаристи приятелювали з ліцеїстами та гімназистами — польськими і українськими. Натомість доходило до кривавих бійок з так зв. «гречкосіями», коли учні рільничої школи з Білої Криниці «відбивали наших панночок».
Юрій та його друзі любили м. Крем'янець, його чудові гори, ліси, глибокі яри, гору і замок королеви Бони, гору Черчу і охоче приїздили сюди на науку. На кінцевий іспит Юрій Шумовський вибрав «греку»… грецьку мову, чим здивував професора Вишнівського, читав першу «главу» Євангелія від Марка, переклав її українською, зробив граматичний розбір деяких слів і «сам не вірив, як іспит пройшов добре і всі мене гратулювали…». Він отримав диплом з правом вступу на богословський факультет Варшавського університету, від татка — годинник на руку, про який давно мріяв.
Ще під час канікул від відвідав родину відомого професора і математика А. Ковальського у м. Рівному, що за свої наукові та педагогічні праці, перший серед українців, отримав тоді від польської влади Золотий хрест «За заслуги». Там Ю. Шумовський запізнався з дочкою о. Олександра Лопуховича з с. Завізов на Волині. "Весела, молоденька та гарненька панна Марія враз впала мені в око та у глибину серця і я в той же вечір освідчився… Не хотів золота і лісів, а хотів як то кажуть «сухарі з водою, аби мила з тобою».
Недалеко від с. Завізова, де мало відбутися його весілля з ученицею 7 класу польської гімназії Марією Лопухович, у селі Могиляки йому пощастило знайти кілька шматків бурштину, досить великих. Свою назву село отримало через те, що тут було багато курганів доби козаччини та з доісторичних часів. «Пізніше, як археолог, я часто тут провадив розкопки і мав багато знахідок нашої стародавньої культури».

### Навчання у Варшавському університеті
Серед відомих вчених, що тоді викладали на богословському факультеті Варшавського університету, був професор Іван Огієнко, котрий читав лекції з палеографії, церковно-слов'янської мови історії Кирила і Мефодія. «Проф. І. Огієнка ми також всі любили і на його виклади майже всі приходили». Але з ним у Юрія Шумовського трапилася прикрість, коли після «медового місяця» приніс йому семестрову працю про «Троязичну єресь». Часу для написання у нього не було, отож він її просто купив. За кілька хвилин до зустрічі з професором, Іван Огієнко уже тримав подібну роботу у своїх руках… Настала черга Юрія Шумовського. "За такий вчинок я вас можу викинути з університету. Але з огляду на те, що ви лише на першому році у нас, і що я добре ваших братів та думаю, що ви впали офірою не знаючи студентського життя, я вам прощаю цей злочин і прошу мені за три дні написати іншу працю: «Місія до хозар Кирила і Мефодія то місія до слов'ян». І знову були проблеми з грецькою мовою, які він розпочав вивчали лише у семінарії. Коли довелося здавати іспит у професора Арсеньєва, здавав його три рази, але так і не здобув задовільної оцінки. Врешті-решт сказав професорові, що ніколи не знатиме цієї мови і вона йому взагалі непотрібна, адже всі богословські предмети здав дуже добре. Професор лагідно посміхнувся: «Бог з вами, але колись-то ви пожалієте, що не вивчали грецьку мову». І то були пророчі слова, як згадував згодом Юрій Шумовський: «Тепер як священник я сам з греками служу і незнання мови мені дуже шкодить, як і в працях археологічних».
У Варшавському університеті для майбутнього археолога надзвичайно корисними стали лекції владики митрополита Діонісія, котрий викладав християнську археологію.
Дуже цікавила його і палеографія, цілком нова наука, яку викладав Іван Огієнко. У нього Юрій Шумовський був якийсь час асистентом і годинами просиджував у кабінеті вченого, перегортаючи старі рукописи і стародруки, вивчав написи на старовинних речах. "Пам'ятаю дуже оригінальний «ковш» металевий, срібний, який був списаний т. зв. «в'язю», характер старовинного слов'янського письма. Як виявилося після ретельного прочитання, начиння для пиття вина походило з царського двору: такий то боярин пив з нього «во здравіє государя імператора Петра першого».
Конкретна археологія зацікавила його коли вперше знайшов кілька камінних доісторичних знарядь у своєму рідному селі Мирогощі. «Я тоді постановив вивчати доісторичну археологію і вступив одночасно на археологічний факультет та вивчав цю науку у професора В. Антоневича, (був свого часу ректором Варшавського університету), Якимовича та інших, а після закінчення студій був призначений професором Якимовичем та Міністерством освіти на Волинь як делегат і археолог, де провадив розшуки, розкопки та досліди протягом багатьох років». Щоправда, після закінчення теологічного факультету 1932 року він турбувався щодо висвячення на священника та зайняття місця помічника настоятеля у своєму селі, щоб стати помічником батькові.